# Міжець (гміна)
Гміна Міжець (пол. Gmina Mirzec) — сільська гміна у східній Польщі. Належить до Стараховицького повіту Свентокшиського воєводства.
Станом на 31 грудня 2011 у гміні проживало 8442 особи.

## Територія
Згідно з даними за 2007 рік площа гміни становила 110.98 км², у тому числі:
- орні землі: 53.00%
- ліси: 42.00%

Таким чином, площа гміни становить 21.21% площі повіту.

## Населення
Станом на 31 грудня 2011:
| Опис     | Загалом | Загалом | Чоловіки | Чоловіки | Жінки | Жінки |
| -------- | ------- | ------- | -------- | -------- | ----- | ----- |
| одиниця  | осіб    | %       | осіб     | %        | осіб  | %     |
| все      | 8442    | 100     | 4241     | 50.24    | 4201  | 49.76 |
| міське   | 0       | 100     | 0        |          | 0     |       |
| сільське | 8442    | 100     | 4241     | 50.24    | 4201  | 49.76 |

## Сусідні гміни
Гміна Міжець межує з такими гмінами: Броди, Вежбиця, Вонхоцьк, Ілжа, Мірув, Скаржисько-Косьцельне.